# 조휴
조휴(曹休, ? ~ 228년)는 중국 삼국 시대 위나라의 황족 · 장수로, 자는 문열(文烈)이며 예주(豫州) 패국(沛國) 초현(譙縣) 사람이다. 조조(曹操)의 족자로, 진군(陳群) · 사마의(司馬懿) · 조진(曹眞)과 함께 조예 대의 고명대신이다.

## 행적

### 초기 경력
전란으로 인해 종족들이 흩어져 고향을 떠났으며, 10여 세에 아버지를 여의고 홀로 한 객과 함께 임시로 장례를 치르고, 노모를 모시고 할아버지가 태수를 역임한 오군으로 이주했다. 조조가 거병하였을 때 성명을 바꾸고 형주를 따라 북쪽으로 올라가 조조를 만났으며, 조조는 “이 자는 우리 집안의 천리마로다.”라 말하고 조비와 함께 머물게 하고 아들과 같이 대우했다. 호표기를 이끌었다.
218년, 조조와 유비가 한중을 두고 다툴 때, 하변에 주둔한 오란을 공격하는 조홍의 군대에 기도위로 종군하여, 사실상 총지휘관이 되어 조홍의 군무를 맡았다. 장비가 오란을 지원하여 조홍 군의 배후를 끊으려 하자, 오란을 급히 공격하여 격파하여 장비를 달아나게 했다. 조조가 한중에서 철수한 후 중령군에 임명되었다.

### 대오 전선 사령관
220년, 문제가 왕위에 오르자 영군장군에 임명되었고 동양정후에 봉해졌다. 하후돈이 죽자 진남장군·가절·도독제군사가 되었다. 정동장군 · 영 양주자사로 승진하고 안양향후에 봉해졌다. 이때 어머니를 잃었다.
황초 3년(222년) 가을 9월, 정동대장군 · 가황월에 임명되어 장료, 장패와 함께 동구로 나아가 오나라를 쳤다. 조인은 유수를, 조진, 하후상, 장합, 서황은 남군을 공격했다. 손권은 주환에게 조인을, 여범에게 전종, 서성 등을 지휘하게 하여 조휴, 장료, 장패를, 제갈근, 반장, 양찬에게 조진, 하후상, 장합, 서황을 막게 했다. 겨울 11월, 큰 바람이 불어 여범 등의 병사 수천 명이 익사했고, 조휴 등은 폭풍을 맞은 오나라 군대를 쳐 격파했다. 남은 오나라 군대는 장강 남쪽으로 건너와 아직 강을 건너지 않은 하제의 군대에 의지했다. 하제의 군대는 매우 화려하고 사치스럽게 무장하고 있었으며, 조휴 등은 이를 보고 두려워하여 물러났다. 조휴는 오나라 군대와 대치하며 장패에게 서릉을 습격하게 하여 수천 명을 죽이거나 사로잡았으나, 서성의 군대를 공격하여 이기지 못했고, 전종을 공격하게 한 윤로는 패사했다. 원정은 황초 4년(223년) 조인의 패배로 중단되었다.
황초 7년(226년) 5월 16일, 문제가 위독하여 조진, 사마의와 함께 유조를 받아 조예를 보좌했다. 명제가 즉위하자 장평후에 봉해졌고, 오나라 장수 심덕을 격파하여 그 목을 베었으며 한종, 적단의 항복을 받았다. 식읍이 4백 호 늘었고, 대사마로 승진했다.

### 석정 싸움
태화 2년(228년), 명제는 두 길로 오나라를 쳐 사마의에게 한수로, 조휴에게 보기 10만 명을 이끌고 심양으로 진격하게 했다. 조휴는 주방의 거짓 투항을 믿고 윤허를 얻어 적진 깊숙이 환현까지 들어갔다. 오나라에서는 육손, 전종, 주환에게 각각 3만 명씩 지휘하게 하여 조휴를 공격했다. 속았음을 알고 퇴각하려 했다가, 속은 것이 부끄럽고 자신의 군대가 정예이고 더 많았으므로 일전을 벌였다. 싸움이 불리해지자 퇴각해 석정에 머물렀다. 조휴와 합류하기로 되어 있는 가규가 조휴는 반드시 패하리라고 여기고 빠르게 구원하였으며, 왕릉이 죽을 각오를 하고 포위망을 뚫었으므로 조휴는 구제될 수 있었다. 이때 버린 군수 물자가 매우 많았으며, 군사 1만 명이 죽거나 포로로 사로잡혔고, 가규가 군량과 병사를 주어 군세를 다시 떨칠 수 있었다. 조휴는 글을 올려 사죄했고, 명제는 조휴를 위로하고 예우와 포상을 더욱 늘렸다. 이 패배로 인해 등에 악성 종기가 생겨 죽었다. 시호를 장후라 하고, 아들 조조(曹肇)가 뒤를 이었다.
원래 조휴는 가규와 사이가 좋지 못해, 황초 연간 문제가 가규에게 부절을 주는 것을 말렸다. 《위략》에 따르면, 협석에서 지고 나서 조휴는 가규가 늦게 온 것을 원망하여 책망했으며, 가규가 공적을 속였다고 상소했으며, 가규도 상소를 올렸다. 조정에서는 가규가 옳은 줄을 알았지만, 조휴가 종실이며 중임을 맡고 있으므로 아무에게도 벌을 내리지 않았다.

## 관력
- 기도위(騎都尉)〔조조〕
- 중령군(中領軍)〔조조〕
- 영군장군(領軍將軍)〔조비〕
- 진남장군(鎭南將軍) · 가절(假節) · 도독제군사(都督諸軍事)〔조비〕
- 정동장군(征東將軍) 영(領) 양주자사(揚州刺史)〔조비〕
- 정동대장군(征東大將軍) 영(領) 양주자사(揚州刺史)〔조비〕
- 정동대장군(征東大將軍) 영(領) 양주목(揚州牧)〔조비〕
- 대사마(大司馬) 영(領) 양주목(揚州牧)〔조예〕

## 조휴의 친족관계

### 관련 인물
조조

## 같이 보기
- 삼국지 인물 목록
- 진수 (서진)
- 나관중
- 배송지
- 사마광